# 東京電機大学総合研究所
東京電機大学総合研究所（とうきょうでんきだいがくそうごうけんきゅうじょ）は、東京電機大学に設置された研究所。

## 概要
東京電機大学総合研究所は、1981年に全学的な研究機関として設立された。総合研究所は実学を重んじる大学の理念に基づき、社会のニーズと合致した実践的な研究課題に取り組んでいる。
総合研究所は、5つの研究部門、5つのプロジェクト研究所、2つの共同利用施設から構成され、東京電機大学の教員が研究課題に応じて研究に参加し、その成果を地域社会との連携や産学連携を通して、広く社会へ提供していくことを使命としている。
現在の研究部門は、「エネルギー･環境研究部門」、「生命・医工学研究部門」、「情報研究部門」、「基盤工学研究部門」、「基礎科学研究部門」の5部門がある。

## 研究所長
- 齋藤博之